# Championnats d'Europe de skyrunning 2021
Navigation
2019 2023
Les championnats d'Europe de skyrunning 2021 constituent la neuvième édition des championnats d'Europe de skyrunning, compétition internationale gérée par la Fédération internationale de skyrunning. Ils ont lieu du 19 au 20 novembre 2021.
L'Ultra SkyMarathon a lieu le 19 novembre dans le cadre du Pisão Extreme sur le parcours de 65 km comprenant 6 500 m de dénivelé positif total. La SkyRace se déroule le lendemain dans le cadre de la Pisão Skyrunning sur le parcours de 35 km avec 3 500 m de dénivelé positif. Contrairement aux éditions précédentes, il n'y a pas d'épreuve de kilomètre vertical.

## Résultats

### Ultra SkyMarathon
Annoncé comme favori, l'Espagnol Manuel Merillas s'empare le premier des commandes de la course. Il chute lourdement au kilomètre 15 et se blesse au pouce et à une côte. Il n'abandonne pas et voit le Norvégien Anders Kjærevik le rattraper. Les deux hommes s'échangent la tête à plusieurs reprises. Manuel hausse le rythme dans la dernière montée pour larguer son adversaire et remporter le titre en 8 h 31 min 14 s, battant de plus d'une heure le précédent record du parcours établi par Stian Angermund-Vik. L'Espagnol Manuel Anguita complète le podium,.
Médaillée d'argent en 2019, l'Espagnole Sandra Sevillano domine la course. Poussée par la Russe Varvara Shikanova, Sandra ne baisse pas le rythme et s'impose en 10 h 37 min 28 s, battant de plus de quatre heures le précédent record féminin du parcours. La Russe Zulfiya Gaynanova complète le podium.
| Rang               | Athlète                | Temps           |
| ------------------ | ---------------------- | --------------- |
| Médaille d'or      | Manuel Merillas        | 8 h 31 min 14 s |
| Médaille d'argent  | Anders Kjærevik        | 8 h 40 min 26 s |
| Médaille de bronze | Manuel Anguita         | 8 h 43 min 51 s |
| 4                  | Abel Carretero Ernesto | 8 h 56 min 18 s |
| 5                  | Raul Butaci            | 9 h 6 min 50 s  |
| 6                  | Luca Arrigoni          | 9 h 12 min 31 s |
| 7                  | Tomáš Fárník           | 9 h 16 min 55 s |
| 8                  | Luís Fernandes         | 9 h 20 min 36 s |
| 9                  | Carlos Ferreira        | 9 h 32 min 9 s  |
| 10                 | Huub van Noorden       | 10 h 2 min 51 s |

| Rang               | Athlète           | Temps            |
| ------------------ | ----------------- | ---------------- |
| Médaille d'or      | Sandra Sevillano  | 10 h 37 min 28 s |
| Médaille d'argent  | Varvara Shikanova | 10 h 44 min 58 s |
| Médaille de bronze | Zulfiya Gaynanova | 11 h 4 min 40 s  |
| 4                  | Nikolett Dendel   | 11 h 23 min 9 s  |
| 5                  | Giuditta Turini   | 11 h 24 min 26 s |
| 6                  | Cecilia Pedroni   | 11 h 28 min 5 s  |
| 7                  | Marta Vidal       | 11 h 57 min 8 s  |
| 8                  | Esther Fellhofer  | 12 h 3 min 50 s  |
| 9                  | Lúcia Franco      | 12 h 8 min 35 s  |
| 10                 | Sofia Beizel      | 12 h 12 min 59 s |

### SkyRace
Grand favori sur l'épreuve de SkyRace, le Norvégien Stian Angermund-Vik part dans le groupe de tête aux côtés des Espagnols Zaid Ait Malek, Raul Ortíz, Jordi Alís, ainsi que de l'Italien Cristian Minoggio. Faisant parler ses talents de descendeur, Zaid Ait Malek se détache le premier mais se fait rattraper par la suite. Stian prend ensuite les commandes de la course, suivi de près par Cristian, Jordi et Zaid. Creusant une légère avance, Stian franchit la ligne d'arrivée le premier, remportant ainsi le titre pour deux minutes devant l'Italien Cristian Minoggio. Luttant pour la troisième marche du podium, les deux Espagnols finissent par se séparer, Zaid Ait Malek cédant du terrain et offrant ainsi la médaille de bronze à Jordi Alís,.
L'Italienne Fabiola Conti prend la première les commandes de la course, suivie de près par l'Espagnole Patricia Pineda. Peu avant la mi-parcours, l'Espagnole profite d'un ravitaillement pour s'emparer de la tête. Elle impose son rythme et creuse l'écart en tête. Fabiola Conti ne parvient pas à la rattraper puis doit ensuite se défendre face à la remontée de l'Espagnole Mireia Pons. Seule en tête, Patricia s'impose aisément, terminant avec vingt minutes d'avance sur ses rivales. Fabiola Conti parvient à défendre la médaille d'argent en terminant une minute devant Mireia Pons,.
| Rang               | Athlète                 | Temps           |
| ------------------ | ----------------------- | --------------- |
| Médaille d'or      | Stian Angermund-Vik     | 3 h 42 min 45 s |
| Médaille d'argent  | Cristian Minoggio       | 3 h 44 min 52 s |
| Médaille de bronze | Jordi Alís Sanchez      | 3 h 51 min 8 s  |
| 4                  | Zaid Ait Malek          | 3 h 57 min 47 s |
| 5                  | Luca Del Pero           | 4 h 1 min 10 s  |
| 6                  | Raúl Ortiz              | 4 h 6 min 52 s  |
| 7                  | Roberto Delorenzi       | 4 h 15 min 23 s |
| 8                  | Roberto Baião           | 4 h 15 min 54 s |
| 9                  | Sebastian Falkensteiner | 4 h 18 min 41 s |
| 10                 | Kiril Nikolov           | 4 h 21 min 17 s |

| Rang               | Athlète            | Temps           |
| ------------------ | ------------------ | --------------- |
| Médaille d'or      | Patricia Pineda    | 4 h 37 min 46 s |
| Médaille d'argent  | Fabiola Conti      | 4 h 56 min 55 s |
| Médaille de bronze | Mireia Pons        | 4 h 57 min 55 s |
| 4                  | Sylvia Nordskar    | 5 h 0 min 36 s  |
| 5                  | Alice Lopes        | 5 h 12 min 25 s |
| 6                  | Elena Petrova      | 5 h 18 min 53 s |
| 7                  | Natalya Rudenko    | 5 h 27 min 5 s  |
| 8                  | Renske Dickhout    | 5 h 41 min 30 s |
| 9                  | Silvia Pereira     | 5 h 43 min 6 s  |
| 10                 | Natalia Neshcheret | 5 h 49 min 13 s |

### Nations
| Rang               | Pays     | Sky | Ultra | Total |
| ------------------ | -------- | --- | ----- | ----- |
| Médaille d'or      | Espagne  | 328 | 350   | 678   |
| Médaille d'argent  | Italie   | 300 | 250   | 550   |
| Médaille de bronze | Portugal | 236 | 238   | 474   |